# Le Nouveau Seigneur du village
Le Nouveau Seigneur du village er en fransk stumfilm fra 1908 af Georges Méliès.